# Zhurong (mythologie)
Zhurong of Zhu Rong is een figuur uit de Chinese mythologie. Hij wordt omschreven als een vuurgod of als een regelaar van het vuur (huozheng, 火正) in dienst van keizer Ku, een van de mythische Vijf Oerkeizers. Zhu Rong wordt verder genoemd als bestuurder van het zuidelijk kwadrant van de hemel, in dienst van Yandi, de vlammenkeizer. In opdracht van Huangdi, de Gele Keizer, moest Zhu Rong erop toezien dat de mensen op de hen aangewezen plaats binnen de maatschappelijke orde bleven. Van Zhu Rong is verder overgeleverd dat hij na een strijd zijn zoon, de watergod Gong Gong, heeft overwonnen. In opdracht van de oerkeizers Yao of Shun heeft hij Gun geëxecuteerd, toen zijn pogingen een overstroming te stoppen waren mislukt. Liji rekent Zhurong samen met Fuxi en Shennong tot de Drie Verhevenen, cultuurhelden die de bevolking stapsgewijs elementen van de Chinese beschaving hebben bijgebracht.

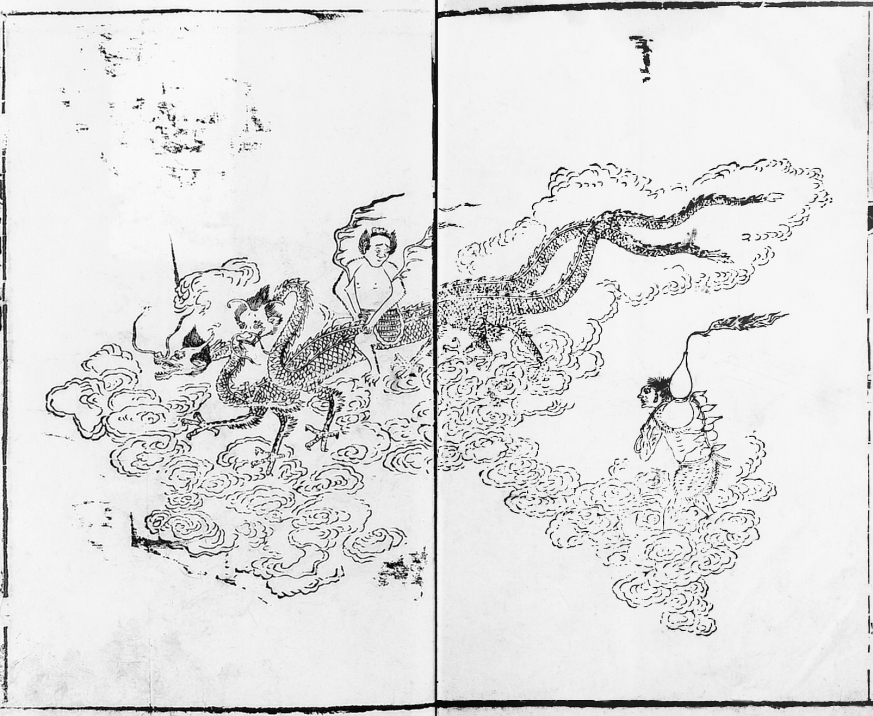
Zhurong berijdt twee draken, terwijl een van zijn ondergeschikten het vuur draagt. Afbeelding uit een versie van 1597 van het Boek van de bergen en de zeeën (Shanhaijing).

Volgens juan 40 van Shiji (waarin de geschiedenis van de staat Chu wordt beschreven) was Zhu Rong slechts de aanduiding van de functie van een regelaar van het vuur. De betreffende functionaris, Zhongli (重黎), zou een kleinzoon zijn geweest van Zhuanxu, die net als Ku tot de Vijf Oerkeizers werd gerekend. In opdracht van Zhuanxu hielp Zhongli hem met de scheiding van hemel en aarde. De heersers van Chu beschouwden Zhongli als hun stamvader. In latere overleveringen werden de activiteiten van Zhongli en van Zhurong door elkaar gehaald, waarbij Zhong en Li vaak als twee aparte figuren worden omschreven.
Zhurong wordt vaak afgebeeld rijdend op twee draken.

## Trivia
- De eerste Chinese Marsrover als onderdeel van de Tianwen-1-missie is vernoemd naar Zhurong.